# إلنتون (جورجيا)
إلنتون (بالإنجليزية: Ellenton, Georgia)‏ هي بلدة تقع في مقاطعة كولكويت، جورجيا بولاية جورجيا في الولايات المتحدة. تبلغ مساحتها 2.1 (كم²)، وترتفع عن سطح البحر 79 م، بلغ عدد سكانها 281 نسمة في عام 2010 حسب إحصاء مكتب تعداد الولايات المتحدة .

## وصلات خارجية
- The US50 - Cities and Towns in Georgia State
- Georgia Cities and Towns, Facts, Map, Flag, Colleges, Government, and More